# 黃彥
黃彥（1382年—？），字時俊，浙江嘉興府海鹽縣甘泉鄉十五都人，明朝政治人物。進士出身。

## 生平
浙江鄉試一百十名。永樂十年（1412年）壬辰科會試三十七名，殿試登進士第二甲第三十一名。

## 家族
曾祖黃萬四。祖父黃福二。父亲黃秀三。